# Campo Azul
Campo Azul é um município brasileiro do estado de Minas Gerais. Sua população recenseada em 2022 era de 3 714 habitantes.
O ponto mais alto do município é de 600 metros, local: ponto central da cidade. 

## História
O povoado de Campo Azul foi fundado no ano de 1932 no dia 22 de março. O marco histórico desta fundação encontra-se registrado em uma cruz de madeira em frente a sua primeira capela. Seu primeiro nome, Estandarte, vem justamente desta cruz fincada em sua terra. Posteriormente, passou a se chamar Campo Belo, nome que resistiu alguns anos até surgir a reforma dos códigos postais dos correios. A partir de 1970 o povoado é elevado à categoria de distrito do município de Brasília de Minas recebendo assim o nome de Campo Azul, devido a existência de rochas desta cor em seu território. No ano de 1995 através de um plebiscito e de lei federal o distrito de Campo Azul foi elevado a categoria de município, sendo desmembrada suas terras do município de Brasília de Minas, o primeiro acesso a cidade se deu através da estrada de terra que ligava a cidade de Brasília de Minas, construída manualmente pelo fundador da cidade e fazendeiros locais, onde ali mais tarde passou a 1ª linha de telefone chamada telegrafo.

## Geografia
Campo Azul fica no território Brasileiro no Estado de Minas Gerais no norte. Limita com os seguintes municípios: Ubaí, Brasília de Minas, Ponto Chique, São João do Pacuí e Coração de Jesus. É circundado pelos Rios Pacuí e Gameleira(Paracatu).O município de Campo Azul faz parte da Bacia do Rio São Francisco

### Clima
O clima de Campo Azul é Semi-árido, freqüentemente quente com seis meses de calor e seis meses de frio. Limitando a possuir apenas duas estações durante o ano Verão e Inverno.

## Pontos Turísticos
- Balneário da Cachoeira: um lugar com uma queda d’água onde a maioria dos turistas se encontra e se banha nas águas puras do Rio Paracatu/Gameleira.
- Balneário do esparra: Localizado no Rio Pacuí é um lugar excelente para os amantes da natureza e da vida tranquila.
- Chapadões e Morros: Circundam a cidade, oferecendo ao visitante paisagens do cerrado norte mineiro. Além disso os Chapadões de Campo Azul são ricos em fauna e flora, dentre algumas destaca-se a existência do Pequi, da Mangaba,do Murici, do Cajuzinho e da Panã conhecida também como Cabeça de Nego.
- Igreja Matriz de São Sebastião: Conhecida como Igrejinha, foi a primeira casa de alvenaria da cidade. Está localizada na avenida João Antônio de Almeida e possui um jardim belissimo a sua frente onde se encontra o marco de fundação da cidade, o Cruzeiro.

## Educação
Campo Azul possui uma rede de ensino com mais 89% de sua população matriculada. O ensino no município está sob a responsabilidade do governo do estado e da prefeitura. O ensino no município se divide em Educação Infantil, Ensino Fundamental, Ensino Médio e Educação de Jovens e Adultos. A Secretaria Regional de Educação de Montes Claros é quem fiscaliza como se dá o ensino no município. Abaixo se encontra a relação das escolas do município e quantidade de alunos que cada uma das escolas possui.
- Rede Educacional Urbana

E.E. Cirilo Pereira da Fonseca oferece a população o ensino fundamental, médio e educação de jovens e adultos. A maior escola do município possui 632 alunos matriculados.
CEMEI Criança Feliz pertence a rede municipal de educação e possui   46 alunos matriculados.
E.M. Nair Mendes Almeida com 142 alunos é a principal escola da rede municipal de ensino.
Pré Escolar Municipal Maria Gomes possui 42 alunos matriculados.
- Rede Educacional Rural

CEMEI São Geraldo está localizado na Vila São José e possui 54 alunos matriculados.
E.M. Argemiro Francisco De Almeida está localizada na Fazenda Pinheiros e possui 8 alunos matriculados.
E.M. Cirilo Pereira da Fonseca  situa-se na Fazenda São Gregório e possui 36 alunos matriculados.
E.M. João Rodrigues de Souza localiza-se no distrito de Riacho dos Santos e possui 57 alunos.
E.M. José Pereira da Cruz encontra-se localizada na Vila São José e possui 93 alunos matriculados.

## Esporte
O esporte mais praticado é o futebol juvenil, praticado no Ginásio Poli Esportivo e o futebol de campo realizado no Estádio Municipal.

## Festas e Comemorações
20/01- Festa Campoazulense Ausente: Uma festa idealizada por filhos de Campo Azul residentes principalmente na cidade Goiânia e Belo Horizonte em meados da década de 90 do século passado. Em 1997 uma das primeiras edições da festa já se via o sucesso desta. Além das duas comunidades já citadas acima, filhos ausentes vindos de Montes Claros, São Paulo e outras aderiram a festa abrilhantando ainda mais o evento.
20/01 - Aniversário da cidade: A data foi proposta na primeira gestão administrativa do município pela vereadora Sandra Pereira que sugerindo a comunidade as datas 20 de janeiro ou 13 de maio festa dos dois padroeiros da cidade ao povo, este optou por 20 de janeiro e assim ficou marcada esta data como aniversário da cidade.
10/01 a 20/01- Festa Religiosa de São Sebastião: A devoção a São Sebastião vem desde a fundação da cidade de Campo Azul. No entanto, a festa ao padroeiro se tornou destaque a partir de 1997 quando as festeiras Glória Marly e Janete formaram uma equipe para preparar melhor os festejos ao santo. Depois disso a cada ano que passa a festa se torna cada vez mais popular.
20/01- Festival de Cerveja: Organizado pelos boemios da cidade, este evento se tornou marco das festas de janeiro em Campo Azul.
19/01- Festa do Pequi: Um evento novo se comparado a outras atividades festivas da comunidade e que se faz importante no sentido da valorização do fruto principal da cidade, o pequi.
Maio - Festa religiosa de Nossa Senhora de Fátima: A segunda padroeira da cidade possui uma festa singela marcada pela religiosidade comunitária. É uma festa mais dos moradores locais. Nos tempos em que possuía grande fama, a cidade recebia muitos visitantes e esta era uma festa de grande movimento. Destaque para as coroações e a procissão com o andor de Nossa Senhora. Atualmente é uma festa realizada no último final de semana de maio.
23/06- Festa Comunitária de São João: As comemorações a São João fazem parte das atividades tradicionais da cidade. Com a emancipação esta festa se organizou recebendo muitos visitantes. Não perdendo no entanto. a carcterística de Festa realizada pelo Povo.
Julho - Vaquejada: Realizada pela prefeitura é uma atividade antiga na cidade e que ano a ano vem sendo aprimorada valorizando o esporte local.

## Religião
Predominantemente cristã com duas ramificações: Católicos e Protestantes Evangélicos de linha petencostal. A cidade possui dois templos católicos sendo um deles patrimônio histórico cultural e a primeira casa de alvenaria da cidade. Além desses dois templos existem também Igreja Batista, Assembleia de Deus, a Congregação Cristã no Brasil, segunda denominação a se instalar na cidade.
Festa de São Sebastião.
É uma das festas mais populares de Campo Azul, comemorada no dia 20 de janeiro. São Sebastião é padroeiro de Campo Azul. Uma festa religiosa que vem acompanhada por gincanas, leilões, mascates,e uma fé arreigada de costumes trazidos dos antepassados. O marco dessa festa religiosa popular é a procissão de cavaleiros. Mais de 500 cavaleiros desfilam pela cidade levando a imagem do seu padroeiro. A maioria dos devotos usam camiseta de São Sebastião de cor vermelha, símbolo do martírio do santo. A noite tem queima de fogos de artifícios e o levantamento da bandeira em honra ao santo.
Na festa, ocorre a "alvorada", cantam-se músicas populares pelas ruas e é servida uma farofa de carne para o povo gratuitamente. A farofa é entregue de madrugada, normamente às 5:00 am.
São Sebastião é natural de Narbonne e cidadão de Milão, foi um mártir e santo cristão, morto durante a perseguição levada a cabo pelo imperador romano Diocleciano. Viveu na Itália por volta de 256 a 286.

## Festas
Festa de Aniversário
Dois dias de festas muito animadas, com shows à noite que terminam às 4:00 da madrugada. No dia da virada (para o dia 20 de janeiro) tem queima de fogos.
Festa do pequi
Uma festa nova, a festa do pequi é feita com muita competência e criatividade preparam panelas com arroz e pequi que são servidas aos convidados ao som de músicas consagradas de forro.
Festival da cerveja
O festival da cerveja normalmente ocorre entre o dia 20 de janeiro (aniversário de Campo Azul) e 23 de janeiro.